# Hispània Citerior
La Hispània Citerior i després Hispania Citerior Tarraconensis fou una de les dues províncies en què es va dividir la península Ibèrica després de la conquesta romana. Va ser creada el 197 aC. Fou governada per procònsols elegits extra ordinem (Liv. XXVIII. 38; XXIX. 13, XXXI. 20), i més tard per dos pretors investits amb el poder dels procònsols i la insígnia de les 12 fasces (Liv. XXXII. 28, XXXIII. 26, Liv. XXXVII. 46, XXXIX. 29). El 171 aC fou unida amb la província Ulterior durant la guerra de Macedònia, però de nou en fou separada el 167 aC. Una legió es va estacionar a la província. La capital fou Tàrraco i eventualment Cartago Nova. L'any 27 aC Octavi (August) va proclamar la seva reforma que encarregava al proconsulat totes aquelles províncies que tenien legions, i entre les províncies afectades per aquestes mesures hi havia la Citerior. Aquell mateix any les dues províncies d'Hispània, la Citerior i l'Ulterior, va ser dividida en tres: la Hispania Citerior Tarraconensis, la Bètica i la Lusitània.

## Conquesta de la Citerior
Per la seva conquesta vegeu Conquesta romana d'Hispània.

## Història de la província
Després de la conquesta i d'un període de certa tranquil·litat, l'any 154 aC els procònsols de la Citerior i de la Ulterior són derrotats pel cap lusità Púnic. La revolta es va estendre per gran part de la península i va arribar fins i tot a l'antiga capital cartaginesa, Cartago Nova. Púnic va morir poc després i el va succeir Caesarus que al seu torn va vèncer al procònsol Luci Mummi. Un altre cap, Caucaenus, que dirigia als lusitans de la riba esquerra del Tajo, es va dirigir cap a l'Algarve ocupant la capital Conistorgis. Els pobles celtibers dels belis i els titis, veïns dels arevacs, van desafiar també a Roma. Roma va decidir l'enviament del cònsol Quint Fulvi Nobilior. La necessitat d'enviar la força amb urgència, va fer que els dos cònsols entressin en el seu càrrec amb dos mesos i mig d'anticipació, i així l'any romà, que s'iniciava el 15 de març, va ser traslladat a l'1 de gener, cosa que es manté fins avui (la nova cronologia va ser anomenada Era Hispànica).
Nobilior va ser substituït el 152 aC per Marc Claudi Marcel que ja havia estat procònsol el 168 aC. El 150 aC el va succeir Lluci Licini Lucul·le, que es va distingir per la seva crueltat i la seva infàmia. Després de la seva actuació, els lusitans van estendre la revolta a Turdetània, on els va derrotar el procònsol Gai Vetili (cap a 147-146 aC). Els lusitans partidaris de la resistència es van reagrupar entorn del pastor i capitost lusità anomenat Viriat, qui va acabar matant a Vetili en una emboscada, estenent-se de nou la revolta sobretot a Carpetània i Lusitània. Cap al 145 aC, Viriat va infligir una severa derrota al procònsol Gai Plauci que li va costar una acusació per deshonrar a Roma, condemnada amb el desterrament.
Un procònsol de la Citerior, de nom Claudi Unimà, va caure combatent contra el cabdill lusità Viriat en data incerta. Malgrat que la major part de les campanyes de Viriat es van portar a terme a la província Ulterior, ocasionalment va combatre contra forces de la província Citerior. Un altre procònsol, de nom Gai Nigid, també va ser derrotat. Després va ser enviat contra el cònsol Quint Fabi Màxim Emilià, fill del vencedor de Pidna, però durant dos anys va defugir el combat amb Viriat llevat de quan l'avantatge estava de la seva part. El va succeir el procònsol Quinci (cap a 143-142 aC), sobre el qual Viriat va tornar a obtenir destacats èxits militars. Cap al 141 aC va succeir a Quinci el procònsol Quint Fabi Màxim Servilià, germà adoptiu de Quint Fabi Màxim Emilià, el qual va passar a l'ofensiva sense obtenir cap èxit decisiu, encara que tampoc Viriat va aconseguir grans victòries. Una segona ofensiva del procònsol, que va travessar el Guadiana (Anas) i el Guadalquivir (Betis), li va permetre prendre moltes ciutats, però va ser sorprès i derrotat per Viriat prop d'Erisana. Finalment es va acordar la pau, ratificada pel Senat, per la qual es reconeixia la independència de Lusitània i el títol reial a Viriat.
El 140 aC Quint Servili Cepió va succeir a Servilià, i des del principi, amb la complicitat del Senat, va conspirar contra l'acord de pau. Agafant desprevinguts als lusitans, va recórrer el seu territori i el dels Vetons, fins a Galícia. El 139 aC Cepió va tornar a atacar als lusitans en combinació amb Marc Popil·li des de la Citerior. Viriat va demanar la pau, que es va acordar en penoses condicions. Les exigències romanes van obligar a Viriat a cridar de nou a la lluita. Viriat va enviar a Audax, Ditalcó i Minuci d'Urso a pactar amb Cepió. Però els tres ambaixadors van vendre al seu rei al romà. En tornar al campament de Viriat el van assassinar. Els lusitans van elegir llavors com a sobirà a Tautamus, qui va planejar apoderar-se de Sagunt, però l'expedició va fracassar, i mentre tornava, en travessar el Betis o Guadalquivir, va ser atacat pels romans i va caure pres. Lusitània va quedar sotmesa poc després. Mentre, l'any 144 aC, els arevacs es van revoltar de nou, després de les victòries de Viriat. En socors del procònsol Quint Fabi Màxim Emilià havia estat enviat Quint Cecili Metel Macedònic, de la família Metel·la de la gens Cecilia, i fill del personatge d'igual nom distingit com orador. Quint Cecili Metel va exercir diverses magistratures, entre elles la de procònsol a Macedònia (on va sufocar la rebel·lió d'Andrisc i va adoptar per això el nom de Macedonicus), sent nomenat cònsol el 143 aC. El 142 aC es trasllada a la Hispània Citerior, on va aconseguir pacificar la província, quedant només com a rebels Termància i Numància, que finalment van acabar signant un pacte de capitulació.
Però les condicions imposades per Roma, van portar de nou a la rebel·lió dels numantins i termantins sota el comandament de Megaravic. Metel va deixar el comandament (més tard va ser censor el 131 aC i va morir el 115 aC) a Quint Pompeu (141 aC) que va ser derrotat dues vegades prop de Numància. Pompeu pactà amb Termància i va oferir bones condicions de pau a Numància, que van ser acceptades (140 aC). Però a l'arribada del seu successor Marc Popil·li Laenes IV (139 aC), Pompeu va negar el pacte. Els numantins van recórrer al Senat i, mentre, la guerra es va declarar en suspens. Popil·li Lena va col·laborar en la submissió dels lusitans, i va atacar als lusons, veïns dels numantins, talant el seu territori. El Senat va declarar inexistent el pacte entre Numància i Pompeu i va ordenar reprendre la guerra.

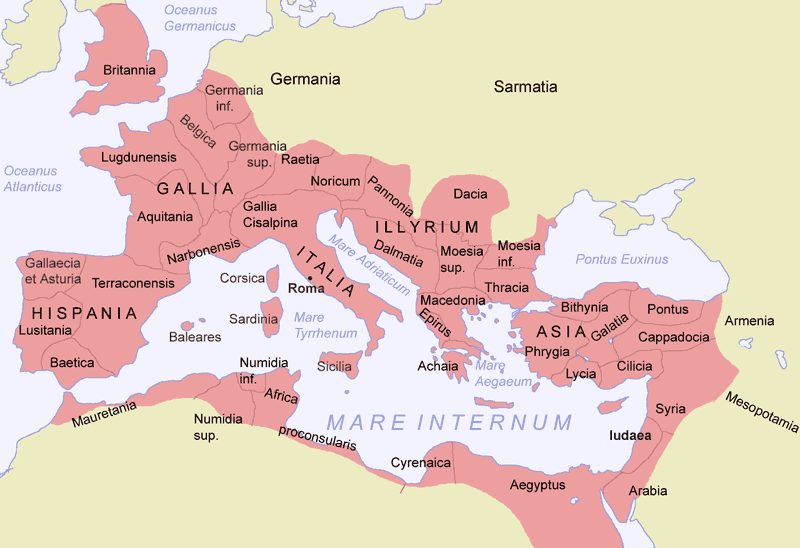
Mapa de les províncies romanes

Lena va assetjar Numància, però va ser derrotat (138 aC). El va succeir Gai Hostili Mancí (137 aC), el qual també va ser derrotat, i per evitar la pèrdua del seu exèrcit va haver de firmar la pau i reconèixer la independència de Numància. El Senat es va negar a ratificar l'acord i va castigar el cònsol (Mancí era poc addicte a l'alta aristocràcia) lliurant-lo als numantins, que es van negar a rebre'l. El col·lega de Mancí, Marc Emili Lèpid Porcina, arribat a la província, va atacar per motius injustificats als vacceus, a Palència (136 aC), però va haver de retirar-se amb forts baixes. El mateix any va intentar pacificar la província Luci Furi Filó, i a l'any següent Quint Calpurni, ambdós combateren amb escàs èxit als numantins. Finalment es va decidir enviar a Publi Corneli Escipió Emilià, considerat el millor general de l'època que el 133 aC i després d'un setge va ocupar i destruir la ciutat celtibera de Numància, últim bastió dels celtibers. Entre el 135 aC i el 132 aC va ser ocupada Galícia. Quan el 123 aC els romans van ocupar les illes Balears, s'hi van establir tres mil hispans que parlaven llatí, el que dona una idea de la penetració cultural romana a la península en només un segle. Durant les guerres socials va estar al costat dels populars, i Quint Sertori la va dominar tot oposant-se a la dictadura de Lluci Corneli Sila, fins al seu assassinat el 72 aC i la derrota de Perpenna davant Gneu Pompeu Magne.
El 72 aC, Calagurris, reducte sertorià-celtiber, va ser assetjada per Quint Cecili Metel, donant-se casos de canibalisme. Pel que sembla el setge romà va ser complet i la falta de queviures a la ciutat va provocar la fam, menjant-se als animals com gossos i gats, als morts, i més tard matant-se els uns als altres per devorar-se. Aquests fets van portar a donar a la fam incontenible el nom de "fam calagurritana". Però segurament el canibalisme estava entroncat en la cultura local. El buit de poder a la zona de Calagurris, o el suport romà als vascons, rivals dels celtibers, o les dues coses alhora, va afavorir la subseqüent extensió dels vascons al sud de l'Ebre.
Els sertorians, es van atrinxerar als Pirineus, però van ser vençuts per Pompeu, refugiant-se després al nord de la serralada, on el general romà els va permetre fundar prop de Lugdúnum (avui Saint-Bertrand en Comminges) la ciutat dels refugiats: Convenae (Convene o Lugdunum Covenarum). El 70 aC va governar la Citerior amb poders extraordinaris Gneu Pisó. Un altre membre de la família, Marc Papi Pisó, també va governar a Hispània. El 65 aC, Gneu Calpurni Pisó va exercir el càrrec de qüestor amb poders pretorians a la Citerior, amb gran rapacitat (era un destacat participant de la conspiració de Catilina), i va ser assassinat per la seva escorta d'indígenes, probablement a instigació de Pompeu. El 56 aC va ser procònsol de la Citerior Quint Metel Nepot. El mateix any es va acordar pels Triumvirs que el govern de la Citerior (i de l'Ulterior) fos governat per Pompeu des del 54 aC i per cinc anys (després prorrogats per altres cinc anys més), i que per tant seria cònsol el 55 aC. Pompeu no va viatjar a Hispània, sent governada mitjançant lloctinents.
El 49 aC va esclatar la guerra civil entre Juli Cèsar i Gneu Pompeu Magne, i la província Citerior va passar a mans de Pompeu, però es va sotmetre després de la capitulació d'Ilerda (2 d'agost del 49 aC). Dos anys després, tota la Citerior estava alçada de nou a favor de Pompeu, però el governador provincial, Marc Emili Lèpid, va restablir la lleialtat a Cèsar (47 aC). La província es va alçar de nou contra Cèsar el 45 aC, però va quedar sotmesa després de la batalla de Munda (45 aC)). En el segon triumvirat la Hispània Citerior va ser confiada a Marc Emili Lèpid, qui aviat va ser eliminat pels seus rivals. Sext Pompeu va reprendre la rebel·lió. Octavi (August) va passar a governar la Citerior. El govern d'Hispània, que al costat del de la Narbonense i al d'Itàlia havia estat atribuït a Lèpid, va passar a Octavi (August). L'any 38 aC es va iniciar l'era Hispànica: en lloc de comptar-se els anys per la fundació de Roma (que seria el 716 ab urbe condita) es van comptar en Hispània a partir d'aquest any.
El 13 de gener de l'any 27 aC Octavi (August) va proclamar la seva reforma que encarregava al proconsolat totes aquelles províncies que tenien legions. Així prenia el comandament de tot l'exèrcit, depenent del mateix Octavi els oficials i soldats. Entre les províncies afectades per aquestes mesures hi havia la Citerior. Aquell mateix any, Hispània, constituïda per dues províncies, la Citerior i l'Ulterior, va ser dividida en tres: la Hispania Citerior Tarraconensis, Bètica i Lusitània.

## Divisió judicial i administrativa
Els antecedents de la província cal buscar-los en la divisió entre els tres llegats de Pompeu a Hispània: Afranius a la Citerior (amb tres legions), Petreius a la part oriental de l'Ulterior amb dos legions; i Varro a l'occident de la mateixa província amb dos legions més. Aquesta divisió fou consolidada per August que va establir, formalment, les tres províncies amb els noms d'Hispània Citerior Tarraconense, Bètica i Lusitània. El nom li fou donat per la seva capital Tàrraco. La Tarraconense fou província imperial (com Lusitània), mentre la Bètica fou senatorial; les tres foren governades per pretors, però només el de la Tarraconense tenia poder consular. Sota la seva dependència hi havia tres llegats i tres legions. Les finances eren administrades per un procurador imperial (procuratores caesaris).
La formaven les regions al nord i sud de l'Ebre, fins als Pirineus al nord i fins a Sagunt al sud; a l'est tenia la mar i a l'Oest el país dels àsturs i Galícia. Inicialment abraçava Galícia fins que en fou separada al segle II quan va formar una nova provincia (Gallaecia), i també tota la zona central (Castella-La Manxa), Múrcia i la costa sud del País Valencià, regions que en foren separades a finals del segle iii per formar la província Cartaginense. Les grans dimensions de la província van determinar que, en algun moment entre Tiberi i Claudi, el governador rebés com a auxiliars en l'administració de justícia set llegats, anomenats legati iuridici, al capdavant dels conventus iuridici respectius. Aquests legati eren anomenats directament per l'emperador. Els set convents (conventus iuridici), als quals cal afegir les illes, eren els següents: 
- Bracarensis, amb capital a Bracara Augusta (Braga).
- Asturicensis, amb capital a Asturica Augusta (Astorga).
- Cluniensis, amb capital a Clunia Sulpicia (província de Burgos).
- Carthaginensis, amb capital a Cartago Nova (Cartagena).
- Caesaraugustanus, amb capital a Caesar Augusta (Saragossa).
- Lucensis, amb capital a Lucus Augusti (Lugo).
- Tarraconensis, amb capital a Tàrraco (Tarragona).
- Baleares Insulae

Eren unitats d'administració de justícia, de reclutament i de recaptació d'impostos. Sense comptar les Illes Balears, Plini el Vell diu que els 7 convents tenien 472 ciutats i viles, de les que 293 eren dependents de les altres 179, les quals es dividien en: 12 colònies, 13 ciutats amb ple dret de ciutadania (oppida civium Romanorum), 18 ciutats de dret llatí, 1 de federada (aliada sense dret de ciutadania) i 135 ciutats estipendiàries (és a dir, tributàries). L'any 74 dC Vespasià va donar a totes les ciutats d'Hispània la ciutadania llatina menor, la qual cosa permetia obtenir la ciutadania romana a totes les persones que haguessin ocupat magistratures municipals a la seva comunitat.

### Ciutats
- Iuliobriga (Clunia)
- Lauron
- Massiena
- Rubricata

## Pobles de la Hispania Citerior Tarraconensis
Estrabó esmenta a la costa als oretans, bastetans, edetans, sidetans, ilergets, indigets, lacetans i lartoletes; Plini el Vell als bastuls, mavitans, deitans, contestans, edetans, ilercavons, cossetans, ilergets, laietans, i indigets; i Ptolemeu als bastetans, contestans, edetans, ilercavons, laietans i indigets.
A l'interior, a la frontera amb Lusitània i Bètica, Estrabó esmenta als oretans, carpetans, vetons, vacceus, celtes i àrtabres; Plini als bàstuls, mentesans, oretans, carpetans, vettons, vacceus, galaics, grovis i celtes; i Ptolemeu a bastetans, oretans, vettons, vacceus, galaics, bràcars, lucenses i àrtabres. Al riu Miño habitaven els seurri.
A la costa nord, Estrabó esmenta a àsturs, càntabres i vascons; Pomponi Mela a àsturs, autrígons, orgenomescs i vàrduls; Plini a àsturs, càntabres, autrígons, vàrduls i vascons; i Ptolemeu a àsturs, càntabres, autrígons, caristis, vàrduls i vascons.
A la zona dels Pirineus, Estrabó esmenta als cerretans, iacetans i ilergets; Plini als cerretans, lacetans i ausetans; i Ptolemeu a ilergets, cerretans i indigets.
I a l'altiplà central Estrabó esmenta als verons o berons o berones, celtibers, arevacs i lusons; Plini al turmogues, cariets, vennenses, celtibers, arevacs i pelèndons; i Ptolemeu als murbogis, pelèndons, arevacs, carpetans, celtibers, lobetans, iacetans, castel·lans (castellani) i ausetans.

## Invasió de la província pels germànics alsegleiii

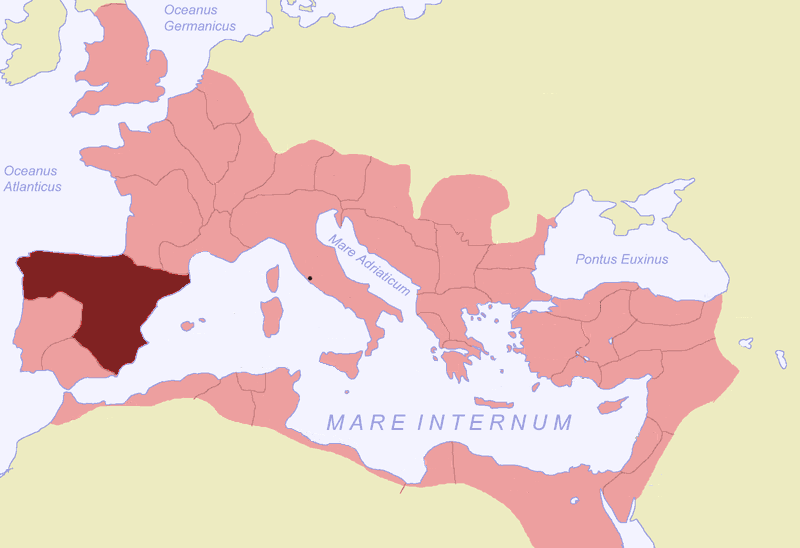
Mapa de l'Imperi Romà durant l'any 116, amb la província Hispània Terraconensis destacada.

A mitjan segle iii l'Imperi Romà va caure en una profunda crisi social, econòmica i política que va fer trontollar també les estructures de la Província Tarraconense. La feblesa imperial es complicà amb les invasions devastadores de bàrbars germànics que van destruir nombroses ciutats, inclosa Tàrraco. La crisi del segle iii. enceta el darrer període de la història de Roma. L'abandonament de les terres fèrtils fou una conseqüència del perill que suposaven les hordes germàniques saquejant el territori. A més a més, les primeres matèries no podien comercialitzar-se per la inseguretat dels camins, l'escàs poder adquisitiu general i la possibilitat de perdre-ho tot. Superats aquests obstacles, la major part dels productes havien de lliurar-se a l'Estat per a mantenir l'exèrcit i els funcionaris (Annona). Els tributs a l'Estat, amb la devaluació monetària i la inflació, tendien a fer-se cada vegada més freqüents, alhora que els soldats i els funcionaris n'abusaven.
El bandidatge existent, propi d'èpoques de crisi, havia obligat des de principis del segle iii, a multiplicar els llocs de guàrdia amb funcions policials, en totes les vies i punts estratègics: ponts, mercats ... Aquests llocs estaven ocupats per soldats imperials, generalment de les forces auxiliars. Amb l'increment del bandidatge va caldre adscriure més i més soldats a aquests llocs, i la seva dispersió, segurament, va possibilitar l'avanç dels bàrbars, molt més nombrosos. Ràpidament es van reconstruir les muralles, o quan no va ser possible es van construir de noves (cas de Bàrcino). Algunes ciutats de defensa difícil van ser abandonades. La falta de dades, tant escrites com arqueològics, és notable, però es pot deduir que l'aturada del creixement de les ciutats, i el cessament de la construcció d'edificis, públics o privats, no va ser obra exclusiva de les invasions, ja que l'estancament de les ciutats es produeix també en poblacions que no van ser afectats per les invasions, com el port d'Òstia, la província d'Àfrica o les ciutats de Britànnia a causa del deteriorament econòmic general. En canvi Panònia, una província molt afectada, presenta símptomes de construccions en vil·les campestres fet que podria significar que les províncies més afectades van tenir un desplaçament de població des de la ciutat al camp, marcant una tendència accentuada per tot l'Imperi al segle següent.

### Les invasions
La primera invasió que afecta a les províncies de la península Ibèrica es va iniciar l'any 253 quan grups d'alamans i francs van travessar el Rin. La causa immediata de la invasió fou que les legions de Mèsia van proclamar Emperador a Emilià el 253 enfront de Trebonià Gal i aquest últim va demanar ajuda a Valerià, cap de les forces de la frontera del Rin. Les lluites internes, van deixar sense vigilància la frontera renana i grups de germànics, francs i alamans van aprofitar per creuar-la. Els alamans ho van fer per Mannheim i van penetrar a Renània i Palatinat, i els francs van assolar la regió de Metz, Reims i fins a París. Foren controlats a la Gàl·lia cap al 254, però van passar cap al sud, arribant vers l'any 257 a la Tarraconense, on van assetjar Tàrraco.
Poc després, l'emperador Valerià, triomfador en les lluites civils, va cedir la part Occidental de l'Imperi al seu fill Galiè, mentre ell es reservava la part Oriental. D'aquesta manera fou Galiè l'encarregat de fer front a les bandes de francs i alamans, mentre que Valerià poca ajuda podia oferir al seu fill car es va veure immers en una guerra amb Pèrsia des del 255, a més de patir també diverses incursions dels bàrbars. Galiè va lluitar amb els seus propis mitjans, escassos i poc adequats. Tanmateix, el 257 va restablir la frontera del Rin, tallant temporalment el pas de noves invasions, va aconseguir eliminar els alamans i va recobrar els passos del Rin, encara que no la zona fronterera (llimis) més enllà d'aquest riu. Els francs van haver d'abandonar el setge de Tàrraco per evitar ser aniquilats per Galiè. El 258 Galiè va fer front a la rebel·lió d'Inganul (Ingenu) a la zona Danubiana, (Panònia), i el governador de la Prefectura de les Gàl·lies, Pòstum I va aprofitar per a independitzar-se i crear un Imperi que l'any següent, el 259, va abraçar Hispània i Britànnia. El 258, Galiè abandonà la zona fronterera, deixant el comandament de la regió al seu germà Saloní.
El 259 va tornar a trencar-se la frontera renana. Els alamans van tornar a assolar Nòric i Rècia, mentre els sàrmates i quades van assolar Pannònia. Els francs, potser contractats per Pòstum, van tornar a penetrar a les Gàl·lies (sense que arribessin a la seva part occidental) i van entrar seguidament (probablement el 259 o el 260) a la Tarraconense on van destruir Tarraco. La destrucció fou de tal magnitud que la ciutat seguia en ruïnes al segle v. Les lluites internes de l'Imperi afavorien als francs, que van fer noves incursions, ja que eren molt superiors a les milícies locals. La Gàl·lia va patir un saqueig sistemàtic i unes destruccions amplíssimes. Després van travessar els Pirineus i van continuar el saqueig a Hispània. És molt probable que des de Tàrraco, seguint la via entre aquesta ciutat i Astorga, remuntessin la Vall de l'Ebre, i probablement van arribar a Galícia. La seva conseqüència immediata va ser la construcció de muralles des de Lucus Augusti (Lugo) fins a Bàrcino (Barcelona), a més d'altres molt punts. No va ser només a la Tarraconense on es van construir muralles: per tot l'Imperi les ciutats es fortifiquen i la vida urbana es va recloure al seu interior.
No se sap quant de temps van durar les destruccions dels francs a la Tarraconense. Probablement van assolar la Província el 259 o 260 i la Bètica en les mateixes dates, tornant potser cap al 261. Les dates són molt confuses, i a voltes les troballes arqueològiques fan difícil escatir-ho. En general es pot ubicar l'època d'invasions a la Tarraconense entre el 254 i el 279, amb tres moments extrems, un aproximadament entre el 253/254 i el 257, un altre entre el 259/260 i el 261/? i un altre entre el 276/277 a 278/279. Alguns historiadors indiquen que van durar uns dotze anys i van ser derrotats per Claudi el Gòtic (cap al 270), però com és dubtós que Claudi governés la Tarraconense, cal prendre la notícia amb reserves. El 260, la desaparició de Valerià a la guerra amb Pèrsia, va fer sorgir Emperadors en diverses províncies, fent més difícil combatre els bàrbars que ja estaven a l'interior de l'Imperi. Tanmateix en els anys següents (262 – 266) es va poder allunyar el perill. Però les convulsions internes de l'Imperi continuaren i grups de germànics van tornar a travessar el Rin. El 276 els francs van penetrar de nou a la Gàl·lia, aquesta vegada en major nombre i amb més violència. La invasió va arribar probablement també a la Tarraconense encara que potser fou menys destructiva que la de 259 – 260.

### Conseqüències de les invasions
El nivell de destrucció que van causar els frans va ser impressionat i moltes ciutats van ser desfetes. Es produí un retrocés de la vida urbana: les ciutats s'empetitiren i la societat va quedar trasbalsada per les invasions. Les invasions van comportar violacions de dones, notables desposseïts dels seus béns que es dedicaren a saquejar després els d'altres, raptes d'homes i de dones lliures per convertir-los en esclaus. Sabem que el bisbe Gregori de Neocesarea va prescriure sobre l'actitud a adoptar amb les verges violades pels bàrbars, els qui saquejaven als altres després de ser saquejats ells mateixos, els qui es quedaven com a esclaus a les persones raptades pels bàrbars, amb els qui s'havien unit als invasors, amb els qui els havien indicat els camins i amb els qui havien guardat botí que els bàrbars havien deixat endarrere en retirar-se. De tot plegat es dedueix que era un fet habitual.
Les muralles van ser construïdes precipitadament. Les restes arqueològiques i les poques ressenyes històriques que coneixem així ho indiquen. Moltes vegades, quan els bàrbars ja estaven a prop, s'empraven tota mena de materials. Per exemple, a les muralles de Bàrcino es van usar materials de les cases situades més enllà de les muralles, estàtues, marbres, carreus, etc. Pel que fa als estudis arqueològics a la Tarraconense mostren un grau de destrucció molt ampli. Sens dubte els bàrbars, que actuaven en grups relativament nombrosos (diversos milers) arribaven a una ciutat, on poca resistència se'ls podia oposar car, fins i tot, quan les muralles ja estaven construïdes, no tenien l'envergadura suficient i es desconeixien les tàctiques defensives. Mentre una part de la població havia fugit a les muntanyes més pròximes i molts no eren combatents. Els bàrbars saquejaven casa per casa, matant a qui se'ls oposava, violant a les dones joves i emportant-se part de la població com esclaus o esclaves. A més a més, els bàrbars s'emportaven el bestiar i les collites emmagatzemades. En cas de salvar la collita o el bestiar, molt probablement es produïa la requisa per part dels soldats romans.
Pel que fa al gruix de les forces romanes combatien en les lluites civils o a les fronteres orientals, les forces auxiliars havien estat enviades a reforçar a les legions i les petites unitats locals, disperses no tenien suficient força. Sens dubte els soldats integrants d'aquestes petites unitats fugien davant els bàrbars com la majoria dels ciutadans que podien fer-ho. Si no fugien morien combatent. Per tant, la tasca defensiva va passar gairebé completament a les petites guarnicions de l'interior, reforçades amb milícies ciutadanes, però poc adaptades per a lluites amb enemics forts. El clima d'inseguretat va provocar l'èxode de la ciutat al camp, on emigra tant la gent adinerada com la població més pobra. La ruralització de l'economia, l'atomització del poder polític i la fragmentació de la societat dibuixen les característiques de l'estructura feudal.